# Автошлях Т 0422
Автошля́х Т 0422 — автомобільний шлях територіального значення у Дніпропетровській області. Пролягає територією Павлоградського та Самарівського районів через Павлоград — Надеждівку — Голубівку. Загальна довжина — 56,2 км.

## Маршрут
Автошлях проходить через такі населені пункти:
| Автошлях Т 0422          |              |
| Дніпропетровська область |              |
| Павлоградський район     |              |
| Павлоград                | E50М30Т 2107 |
| Веселе                   |              |
| В'язівок                 |              |
| Кочережки                |              |
| Самарівський район       |              |
| Надеждівка               |              |
| Попасне                  |              |
| Новостепанівка           |              |
|                          | Т 0440       |
| Голубівка                | E105М18      |